# 구성초등학교 임천분교
구성초등학교 임천분교는 경상북도 김천시 구성면 마산로 437 (임천리)에 있었던 분교이다.

## 연혁
- 1936년 3월 5일 과곡공립보통학교 부설 월계간이학교 설립인가
- 1944년 4월 6일 임천공립국민학교로 승격 개교
- 1964년 7월 29일 마산분교장 설립인가
- 1970년 3월 1일 마산국민학교로 분리
- 1980년 3월 1일 마산분교장 본교 편입
- 1994년 3월 1일 방산국민학교 임천분교장
- 1999년 3월 1일 구성초등학교 임천분교장
- 1999년 9월 1일 본교로 통폐합